# Jeremy Allen White
Jeremy Allen White (n. 17 februarie 1991, New York City, New York, SUA) este un actor american de film și televiziune. Este cunoscut pentru rolul lui Phillip „Lip” Gallagher în serialul de comedie-dramă aclamat de critici Shameless produs de Showtime (2011–2021). Din 2022, îl interpretează pe Carmen „Carmy” Berzatto în apreciatul serial Ursul, rol pentru care a câștigat primul său premiu Globul de Aur pentru cel mai bun actor într-un serial de televiziune - muzical sau comedie.

## Viața timpurie
În timpul școlii elementare, White a fost dansator, în primul rând balet, jazz și tap. La vârsta de 13 ani, intrând într-un nou program de dans pentru liceu, a fost atras de actorie și a decis să încerce să devină actor.

## Viața personală
S-a căsătorit cu actrița Addison Timlin pe 18 octombrie 2019. Cuplul are două fiice: Ezer Billie (născută în octombrie 2018) și Dolores Wild (născută în decembrie 2020).